# Inău, Sălaj
Inău este un sat în comuna Someș-Odorhei din județul Sălaj, Transilvania, România.

## Istoric
Imaginea satului la începutul secolului 20, a fost schițată astfel: „Era un sat foarte sărac plin de pelagroși. Pămîntul nu aparținea țăranilor. Ei aveau o mică grădină în jurul casei. Țăranii erau iobagii baronului Veseleny. Casele lor erau acoperite cu stuf. În mijlocul satului era un drum prăfos. Tot în centrul satului era și o biserică veche clădită din bârne de stejar, de culoare brun închisă. În interior mirosea a tămâie. Pe pereți erau pictate scene din Biblie, picturi primitive. Mai erau și icoane pe sticlă. Avea biserica un turn înalt și subțire. Biserica avea acoperișul de șindrilă. Iar în jur era cimitirul satului. În sat trăia un bătrîn învățător care nu mai profesa, cu numele de Ruskai. ... Oamenii, din cauza pelagrei, erau slăbiți, anemici și copiii rahitici. Moartea infantilă era foarte mare. În primul an [preotul Sigismund Lenghel] văzînd marea sărăcie în care se zbăteau țăranii satului, a făcut o cerere către autoritățile din Jibou, unde a cerut un ajutor concret pentru săteni. După mari insistențe a primit douăzeci și cinci de capre, cinzeci de găini și câțiva cocoși, cu condiția ca aceste animale să nu poată fi vândute, de asemenea nici mâncate, pentru sporirea lor. Caprele dădeau lapte, găinile ouă și cloceau pui. În curs de un an de zile avuția satului s-a mărit. ... În Inău cu ajutorul dat de [preotul Sigismund Lenghel], a început să dispară pelagra și rahitismul la copii. Astfel [preotul Sigismund Lenghel] a devenit un soi de popa Tanda și țăranii îl iubeau și îl respectau foarte mult. [Preotul Sigismund Lenghel] era adânc mâhnit de moartea celor doi copii, ... deoarece de cîte ori mergea la biserică, le vedea mormântul. Acolo el cu mîna lui a plantat doi brazi tineri care azi  nu mai exista.Acum satul este un sat in care mai exista biserica veche pe un deal inalt pe unde nu mai umbla aproape nimeni cimitirul si biserica sunt inconjurate cu spini.in cimitirul de langa biserica veche unela cruci au disparue iar padurea se extinde in cimitir.